# Heteropogon scoparius
Heteropogon scoparius là một loài ruồi trong họ Asilidae. Heteropogon scoparius được Loew miêu tả năm 1847. Loài này phân bố ở vùng Cổ Bắc giới.